# Великий бог Пан
«Великий бог Пан» (англ. The Great God Pan) — повість жахів британського письменника Артура Мекена, опублікована в 1890 році.

## Історія публікації
«Великий бог Пан» — дебют Мекена в художній прозі, до цього змушеного займатися лише літературним перекладом. Для другого видання, що відбулося в 1894, автор відредагував і розширив свій твір. Саме у такому вигляді текст твору стає класичним. Другим виданням книга вийшла у видавництві Джона Лейна, який спеціалізувався на випуску декадентської літератури. Обкладинку книги оформив художник Обрі Бердслей. Український переклад Марти Сахно видано 2021 року.

## Сюжет книги
Сюжет книги — фантастична історія, що базується на матеріалах ірландського фольклору. Вчений-експериментатор професор Реймонд вирішує зробити ризикований дослід на людині. Він припускає, що його метод хірургічним шляхом розширить здатність сприйняття людиною дійсності. В результаті проведеної ним операції на мозку однієї сільської дівчини, на ім'я Мері, вона, після короткої миті прилучення до ймовірної прихованої від звичайних людей «реальності», втрачає розум і впадає в ідіотизм. Вчений описує своєму супутникові-спостерігачеві залучення своєї піддослідної до реальності як бачення язичницького бога Пана, персоніфікацію сил природи у всьому їхньому різноманітті та могутності. Дія книги переноситься на багато років уперед. Присутній при вищеописаному експерименті джентльмен, містер Кларк, що постійно проживає в Лондоні й не чужий інтересу до містики, отримує з різних джерел відомості про певну жінку, що обертається у вищому суспільстві, прекрасну, але лячну Елен Воґен, яка доводить багатьох людей, що спілкуються з нею, до безумства і самогубства. Поступово Кларк приходить до висновку про наявність зв'язку між давнім експериментом свого друга-лікаря та нинішніми трагедіями у столиці...

## Художні особливості
«Великий бог Пан» належить до літератури на межі XIX і XX ст. (fin de siècle), що тяжіла до фантастики з містичним нальотом. На повісті лежить відбиток неоромантизму та естетизму. Мекен зачіпає та оригінально розкриває характерні для літератури декадансу теми забороненої науки, надчуттєвого та оргіастичного досвіду, еволюційної дегенерації. Типовий для декадентської літератури й мотив «фатальної жінки», перебільшений автором до ступеня женоненависництва, водночас Мекен нестандартно розкриває цей культурний архетип. Образ Елен Воген плавно розвиває традицію носіїв згубної для героя кохання (вампірці у творах Ґете, Кольдріджа, Кітса, Ле Фаню), що склалася протягом XIX століття, але при цьому за показуваним фасадом фатальної жінки криється вразлива жертва сил куди страшніших і могутніших, ніж герої-чоловіки можуть собі уявити.
На думку окремих літературних критиків, через тяжіння автора до естетизму численні фантастичні та містичні елементи сюжету сприймаються скоріше як декоративні, ніж сенсоутворюючі.

## Реакція публіки та критики
Інтерес автора до заборонених для вікторіанської епохи тем, включаючи його натяки на сексуальні девіації, створив цій повісті скандальну репутацію. Пуританські погляди настроєних критиків обурили неоміфологічні та неоязичницькі мотиви, вміло вплетені в тканину повісті. Після захопленого відгуку Лавкрафта у статті «Надприродний страх у літературі») повість Мекена стала сприйматися як класика літератури жахів. Стівен Кінг назвав повість Мекена найкращою історією жахів англійською мовою.